# Kolsvart brunbagge
Kolsvart brunbagge (Melandrya barbata) är en skalbaggsart som först beskrevs av Fabricius 1787.  Kolsvart brunbagge ingår i släktet Melandrya, och familjen brunbaggar. Enligt den finländska rödlistan är arten akut hotad i Finland. Enligt den svenska rödlistan är arten starkt hotad i Sverige. Arten förekommer i Götaland, Öland och Övre Norrland. Arten har tidigare förekommit i Nedre Norrland men är numera lokalt utdöd. Artens livsmiljö är naturmoskogar.